# Parròquia de Santa Maria (València)
La Parròquia de Santa Maria, també coneguda com a Parròquia de Sant Pere, fou una parròquia medieval de la ciutat de València. La parròquia de Santa Maria rep el seu nom per la Seu de València, la qual està dedicada a Santa Maria. Per altra banda, el nom de Sant Pere ve de la capella homònima, també a la Seu. La parròquia de Santa Maria era la més important de València al ser on es trobaven els òrgans de govern de la ciutat i el regne.
Geogràficament, la parròquia de Santa Maria es trobava al centre exacte de la ciutat intramurs i enmarcada entre la plaça dels Crespins al nord, la plaça de la Reina al sud, la plaça de Manises a l'oest i la plaça de Sant Esteve a l'est i limita amb les parròquies de Sant Llorenç i Sant Salvador al nord, Sant Esteve i Sant Tomàs a l'est, Santa Caterina al sud i Sant Nicolau a l'oest. La plaça de la Mare de Déu o de la Seu era el centre neuràlgic de la parròquia, la qual allotjava edificis com la Seu, la Casa de la Ciutat o el Palau de la Generalitat. La població majoritària de la parròquia eren membres de la noblesa, de l'alt clergat i alts funcionaris del Regne de València.
L'origen de la parròquia es troba als anys posteriors a l'entrada del Rei Jaume I a la ciutat de València, qui establí sobre les antigues mesquites 13 esglésies parroquials que farien de divisió administrativa de la ciutat. Les parròquies es mantingueren en actiu com a divisió administrativa fins a poc després de la promulgació dels Decrets de Nova Planta, al segle xviii. En l'actualitat, el territori de l'antiga parròquia de Santa Maria forma part del barri de La Seu, al districte de Ciutat Vella (la València intramurs).